# Centropogon linneanus
Centropogon linneanus är en klockväxtart som beskrevs av Franz Elfried Wimmer. Centropogon linneanus ingår i släktet Centropogon och familjen klockväxter. Inga underarter finns listade i Catalogue of Life.